# Hirschlanden (Rosenberg)
Hirschlanden ist ein Ortsteil von Rosenberg im Neckar-Odenwald-Kreis in Baden-Württemberg.

## Geschichte
Die erste urkundliche Erwähnung von Hirschlanden war im Jahr 1100 im Hirsauer Codex. Im Rahmen der Gemeindereform und dem Zusammenschluss der Gemeinden Rosenberg, Sindolsheim und Bronnacker verlor Hirschlanden am 1. Januar 1972 seine politische Selbständigkeit.

## Kirche und Schule

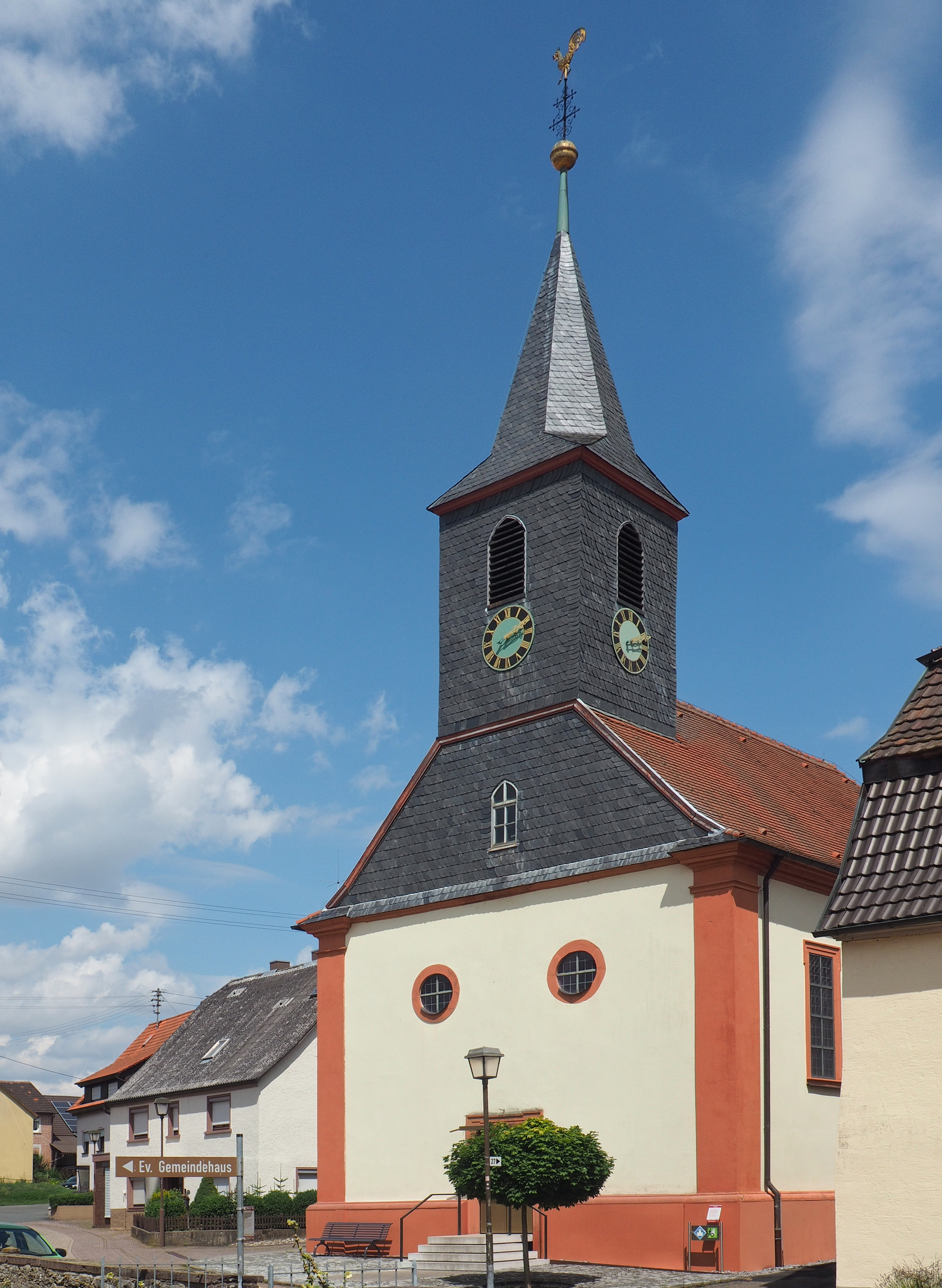
Evangelische Kirche

Die Pfarrei wurde erstmals 1450 im Würzburger Diözesanmatrikel erwähnt. Über ihr genaueres Alter und Patrozinium ist nichts bekannt, da die alten Kirchenbücher während der Reformationskriege verbrannt wurden. Die Reformation wurde durch Alfred von Rosenberg um 1558 in Hirschlanden eingeführt. Nachdem die alte Kirche im Bereich der unteren Steige abgebrannt war, wurde 1717 die jetzige Dorfkirche gebaut. Das neue Pfarrhaus (gegenüber der neuen Kirche) entstand 1850. Bis zum Jahr 1909 gab es in Hirschlanden nur Personen evangelischen Glaubens. In der Folgezeit blieb der Anteil von Einwohnern katholischer Konfession mit etwa 2 Prozent sehr gering. Hirschlanden ist Sitz des Kirchenbezirks Adelsheim-Boxberg der Evangelischen Landeskirche in Baden.
Das alte Schulhaus im Bereich der ehemaligen Gaststätte „Zur Eisenbahn“ wurde 1830 wegen Platzmangel aufgestockt. 1892 reichte der Platz erneut nicht mehr aus, da über 100 Schüler zu Unterrichten waren. Der Bau des neuen Schulhauses wurde 1902 begonnen. Noch 1904 hatte ein Lehrer ca. 99 Kinder zu unterrichten. Danach unterrichteten zwei bis drei Lehrer an der Dorfschule. Die Schülerzahlen sanken von 105 (1890), 99 (1904), 80 (1925), 76 (1951), 50 (1955), 57 (1961) auf 26 (1969), 1970 wurde die Schule geschlossen.

## Vereine
- Der nach heutigem Wissen am weitesten zurückreichende Verein ist der 1812 gegründete Obstbauverein, der sich nach wenigen Jahren aber wieder auflöste.
- Der Handwerkerverein wurde um 1850 hervorgerufen.
- Der älteste noch bestehende Verein ist der Gesangsverein Sängerbund, der 1868 als Männergesangsverein gegründet wurde. Daneben bestand bis zur Jahrhundertwende (1900) mit der Eintracht ein weiterer Männergesangsverein.
- Der Kriegsverein wurde 1886 gegründet und mit Ende des Zweiten Weltkrieges aufgelöst. Bis etwa 1920 existierte ein Radverein, der rund 35 Mitglieder umfasste.
- Ein Turnverein wurde 1912 gegründet, der sich aber schon nach 8 Jahren im Jahr 1920 wieder auflöste.
- 1923 erfolgte die Gründung des Fußballclubs Teutonia, der bis heute besteht. Nachdem der Club zumeist in der Kreisklasse B gespielt hatte, gelang in der Saison 2000/2001 zum ersten Mal der Aufstieg in die A-Klasse, gefolgt vom sofortigen Wieder-Abstieg. In der Saison 2017/2018 gelang der Aufstieg in einer Spielgemeinschaft mit dem SV Berolzheim (SG Berolzheim-Hirschlanden). Nach dem Abstieg 2019 aus der Kreisklasse A löste sich diese langjährige Spielgemeinschaft auf. Seit der Saison 2019/20 besteht im Männerfußball wieder eine Spielgemeinschaft mit den beiden anderen Sportvereinen der Gemeinde, der SpVgg Sindolsheim und dem TSV Rosenberg (als SG Sindolsheim/Rosenberg 2/Hirschlanden) die in ihre Spiele in der Kreisklasse A bestreitet. Weiterhin besteht noch eine Damenmannschaft, die in der Kreisliga Mosbach gemeinsam mit dem TSV Schwabhausen eine Spielgemeinschaft stellt.

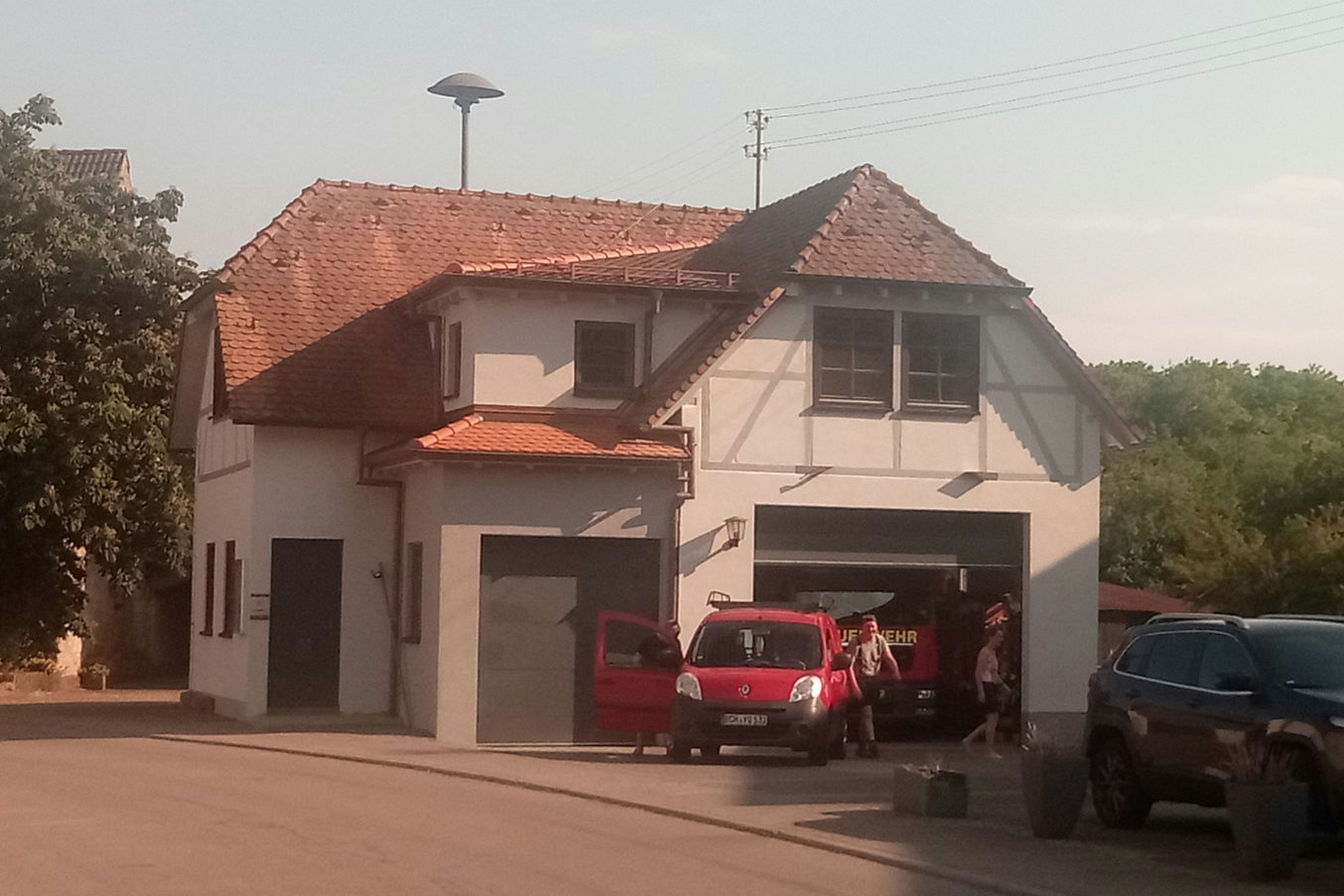
Freiwillige Feuerwehr

- Spätestens seit 1937, vermutlich aber schon deutlich länger, besteht eine örtliche Freiwillige Feuerwehr. Zudem wurde im Jahre 1990 eine Jugendfeuerwehr sowie 1992 eine Altersabteilung aus der Taufe gehoben. Mit einer Personalstärke von ca. 50–55 Kameraden, summiert aus Aktiver-, Jugend- und Altersabteilung, gehören der Ortsfeuerwehr beachtliche 13 % der Dorfbevölkerung an.
- Im Jahre 1974 wurde der Kulturverein Schluckspechte Hirschlanden gegründet. Er ist vor allem für seine Theateraufführungen bekannt.
- Im November 2007 wurde der Rathaus-Museumsverein gegründet. Er betreibt die Museumsgaststätte der Kleinbrauerei Hirschbräu Hirschlanden,[2] die das selbst produzierte Bier nur in dieser Gaststätte ausschenkt. Daneben gibt es im Gebäude eine Dauerausstellung zur Brauereigeschichte in der Region Main-Tauber-Odenwald. Nachdem im Jahre 1990 der damals legendäre Pfeifferhannes abgebrannt war, ist dies nach 18 Jahren wieder die erste Gaststätte im Ort.

## Wappen
Das ehemalige Gemeindewappen Hirschlandens hat folgende Blasonierung: In geteiltem Schild oben in Silber auf einem vierfachen roten Felsen ein schreitender roter Löwe mit goldener Krone, unten in Blau eine goldene Rose.

## Verkehr

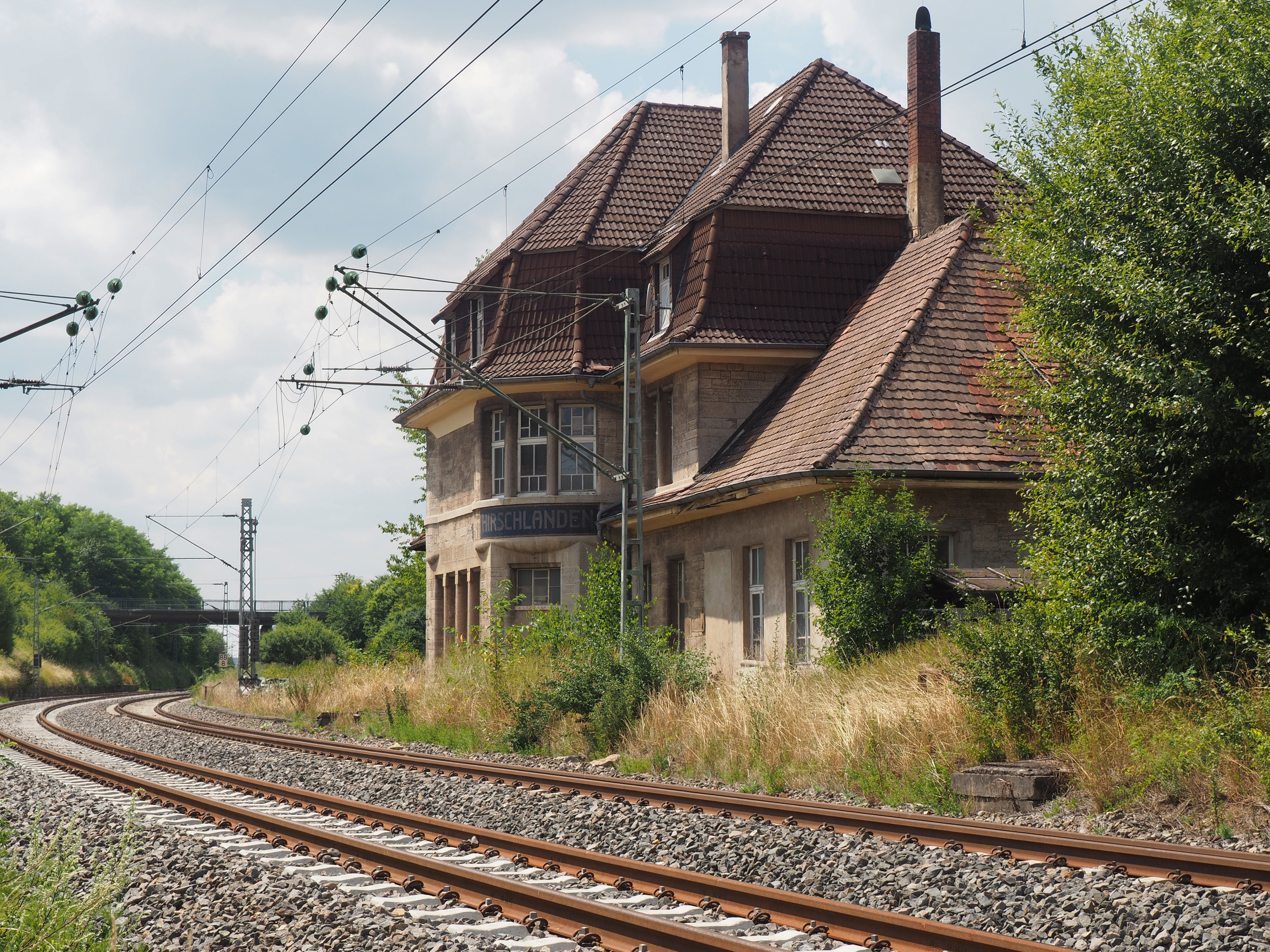
Ehemaliger Bahnhof

Hirschlanden liegt an der Frankenbahn (Bahnstrecke Stuttgart–Würzburg). Die Züge passieren die Station seit Mitte der 1980er Jahre ohne Halt.
Ferner befindet sich oberhalb der Ortslage die L1095 (Osterburken-Boxberg). Diese war bis 2012 ein Teil der B292.
Über die L1095 und die Ortslage Berolzheim (Ahorn), ist in gut 5 Minuten die Bundesautobahn A81 (Würzburg-Weinsberg-Stuttgart-Singen) zu erreichen.

## Weihnachts Aktion
Jedes Jahr vor Weihnachten macht die Feuerwehr (Abt)Hirschlanden mit der Feuerwehr Rosenberg eine Geschenkaktion, bei der jedes Kind bis zu 10 Jahren ein Bild abgibt und pünktlich zu Weihnachten ein Geschenk erhält. Die Aktion wird nur durch Spenden von Firmen und Privatpersonen, sowie größtenteils durch  die Feuerwehr (Abt) Hirschlanden unterstützt.